# 陶恩山 (阿默高山脈)
47°28′3″N 10°45′44″E / 47.46750°N 10.76222°E

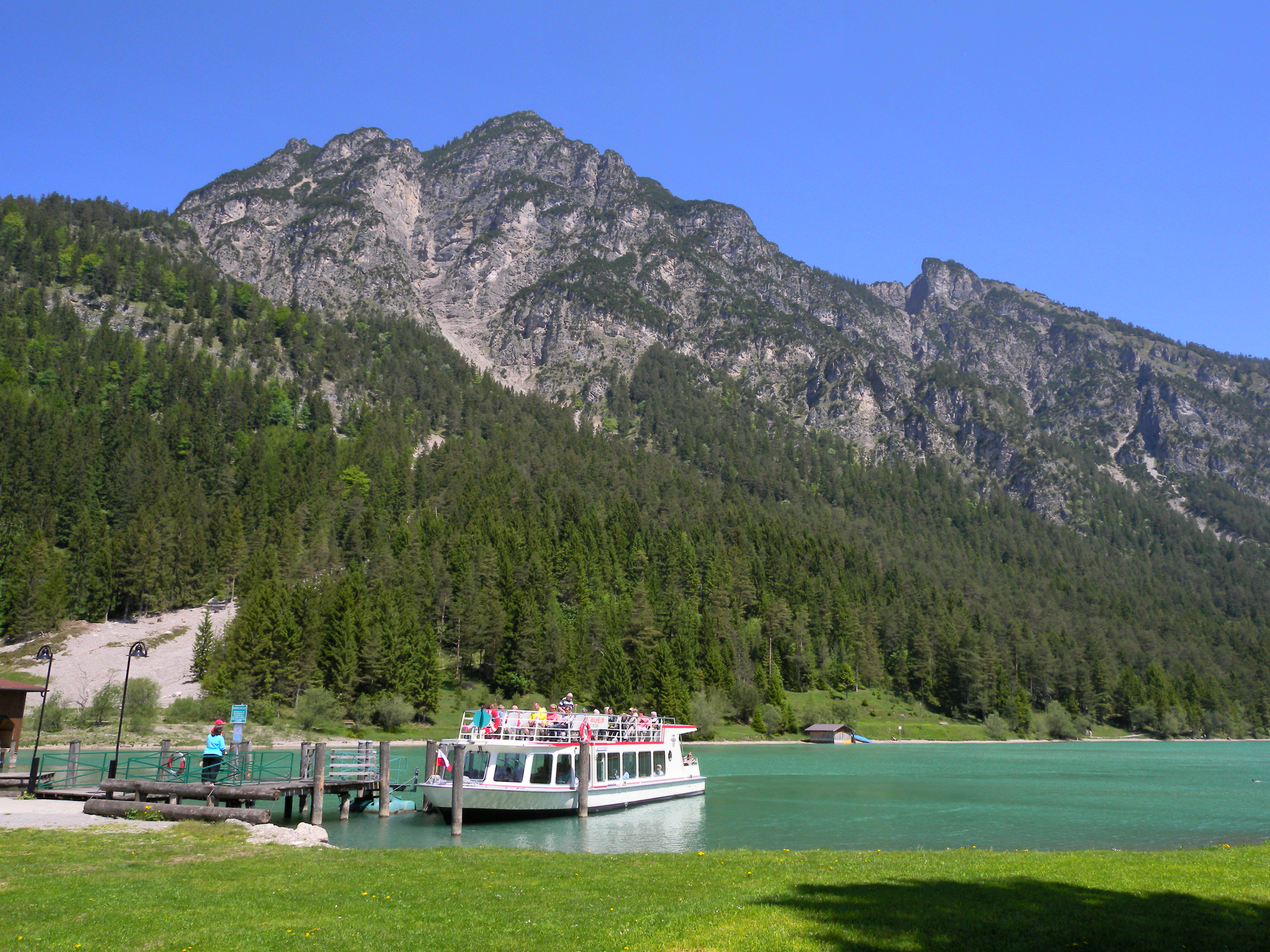

陶恩山（德語：Tauern），是奧地利的山峰，位於該國西部，由蒂羅爾州負責管轄，屬於阿默高山脈的一部分，海拔高度1,841米，每年平均降雨量1,698毫米。